# Moriez
Moriez est une commune française, située dans le département des Alpes-de-Haute-Provence en région Provence-Alpes-Côte d'Azur.
Ses habitants sont appelés les Moriézois.

## Géographie

### Localisation

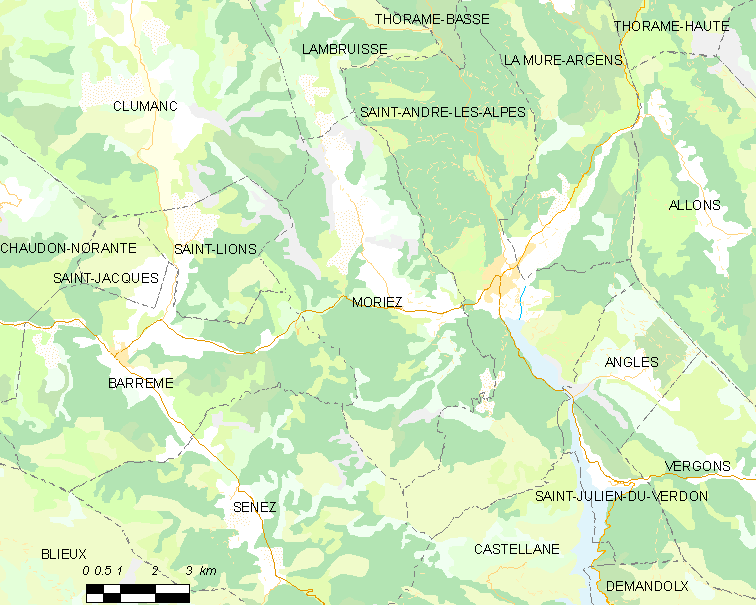
Moriez et les communes voisines (Cliquez sur la carte pour accéder à une grande carte avec la légende).

Le village est situé sur le versant nord du col des Robines, dans la vallée de l’Asse.

### Hameaux
- Hyèges
- les Chaillans
- le Castellet

### Relief
Le village et ses hameaux prennent place dans la vallée de l'Asse et du Torrent d'Hyèges. Moriez est à 900m d'altitude, Hyèges à 940m, Les Chaillans à 960m et Le Castellet à 1100m. Plusieurs montagnes les entourent : au nord-est la montagne de Chalvet (1609m), à l'est le Coulet de Claviaye (1241m), au sud/sud-ouest la montagne de la Parrioune (1636m) et la montagne des Plaines (1424m), au nord ouest la montagne de Mouchon (1593m). Le col des Robines (982m) se trouve à l'est entre la montagne de Chalvet et le Coulet de Claviaye et relie la vallée de l'Asse de celle du Verdon, il marque la limite avec Saint André les Alpes. Le col du Castellet (1240m) , au nord, marque la limite avec Lambruisse. Au centre du territoire, la montagne de la Grau (1071m) sépare Moriez de Hyèges.

### Géologie
La commune est située dans le périmètre de protection de la réserve naturelle géologique de Haute-Provence. Ses principales roches sont des marnes noires couramment appelées robines et des calcaires marneux. Ces roches contiennent de nombreux fossiles d'où l'appartenance à la réserve géologique. Du côté du vallon de Bouquet, proche de la limite avec la commune de Barême se trouve une source d'eau salée, indiquant la présence d'une couche de sel sous la montagne voisine[réf. nécessaire].

### Hydrographie et les eaux souterraines
Cours d'eau sur la commune ou à son aval :
- rivière l'Asse de Moriez[3];
- ravin de Bouquet ;
- torrent d'hyèges ;
  - ravins des Vallonnets, de l'Adrets,
  - ravin des Clappes,
  - ravin du petit Rayoul,
  - ravin de la Combe,
  - ravins du riou des Bacs, des Fontaines et du Pré Blanc,
- ravins des grosses graus, des Senières et de Combe Croue,
- ravin de la Reynière,
- ruisseau du Goutail (dit le Riou) ;
  - ravin des Vignes,
  - ravin de Villevieille,
- ravins de la Blache et d'Aiguemond,
- ravins de la Pigière et de la Parrioune,
- ravin de la Colle,
- ravins de Carle et des plaines,
- ravin de Mourre froid,
- ravin du Vabre,
- Source de l'Asse, source salée.

Sur les pentes de la montagne de Chalvet se trouvent de nombreuses sources. Vers le Castellet se trouve un trou d'où l'eau jaillissait sous pression et par à coup jusqu'à ces dernières années. Depuis, les sécheresses ont mis un terme à ce phénomène.

### Climat
Pour des articles plus généraux, voir Climat de Provence-Alpes-Côte d'Azur et Climat des Alpes-de-Haute-Provence.
En 2010, le climat de la commune est de type climat méditerranéen altéré, selon une étude du Centre national de la recherche scientifique s'appuyant sur une série de données couvrant la période 1971-2000. En 2020, Météo-France publie une typologie des climats de la France métropolitaine dans laquelle la commune est exposée à un climat de montagne ou de marges de montagne et est dans la région climatique Alpes du sud, caractérisée par une pluviométrie annuelle de 850 à 1 000 mm, minimale en été.
Pour la période 1971-2000, la température annuelle moyenne est de 10,4 °C, avec une amplitude thermique annuelle de 16,4 °C. Le cumul annuel moyen de précipitations est de 921 mm, avec 6,4 jours de précipitations en janvier et 5,2 jours en juillet. Pour la période 1991-2020, la température moyenne annuelle observée sur la station météorologique de Météo-France la plus proche, « La Mure-Argens », sur la commune de La Mure-Argens à 4 km à vol d'oiseau, est de 9,8 °C et le cumul annuel moyen de précipitations est de 891,5 mm. 
La température maximale relevée sur cette station est de 37,3 °C, atteinte le 28 juin 2019 ; la température minimale est de −21,9 °C, atteinte le 7 février 2012,,.
Les paramètres climatiques de la commune ont été estimés pour le milieu du siècle (2041-2070) selon différents scénarios d'émission de gaz à effet de serre à partir des nouvelles projections climatiques de référence DRIAS-2020. Ils sont consultables sur un site dédié publié par Météo-France en novembre 2022.

### Environnement
La commune compte 1 178 ha de bois et forêts.

## Urbanisme

### Typologie
Au 1er janvier 2024, Moriez est catégorisée commune rurale à habitat dispersé, selon la nouvelle grille communale de densité à 7 niveaux définie par l'Insee en 2022.
Elle est située hors unité urbaine et hors attraction des villes,.

### Occupation des sols
L'occupation des sols de la commune, telle qu'elle ressort de la base de données européenne d’occupation biophysique des sols Corine Land Cover (CLC), est marquée par l'importance des forêts et milieux semi-naturels (82,2 % en 2018), une proportion identique à celle de 1990 (82,2 %). La répartition détaillée en 2018 est la suivante : 
forêts (48,4 %), zones agricoles hétérogènes (17,8 %), espaces ouverts, sans ou avec peu de végétation (17,2 %), milieux à végétation arbustive et/ou herbacée (16,7 %). Cette répartition s'explique principalement par un fort relief qui limite les zones constructibles et agricoles. Les zones incultes, majoritaires, sont pour les meilleures réservées à la pâture, le reste abandonné à la végétation sauvage.
L'évolution de l’occupation des sols de la commune et de ses infrastructures peut être observée sur les différentes représentations cartographiques du territoire : la carte de Cassini (XVIIIe siècle) est malheureusement peu précise pour la région, la carte des Frontières est de la France de Colmars à Marseille par Jean Bourcet de La Saigne et Jean-Claude Eléonore Le Michaud d'Arçon, 1764-1778, de la même période, est bien meilleure. Les autres sources intréressantes sont la carte d'état-major (1820-1866) et les cartes ou photos aériennes de l'IGN pour la période actuelle (1950 à aujourd'hui). On y observe que le village et ses hameaux de Hyèges et des Chaillans n'ont que peu évolués jusqu'au milieu du XXe siècle. Le hameau du Castellet a même largement diminué. A partir du milieu du XXe siècle on observe un agrandissement, bien que très relatif.

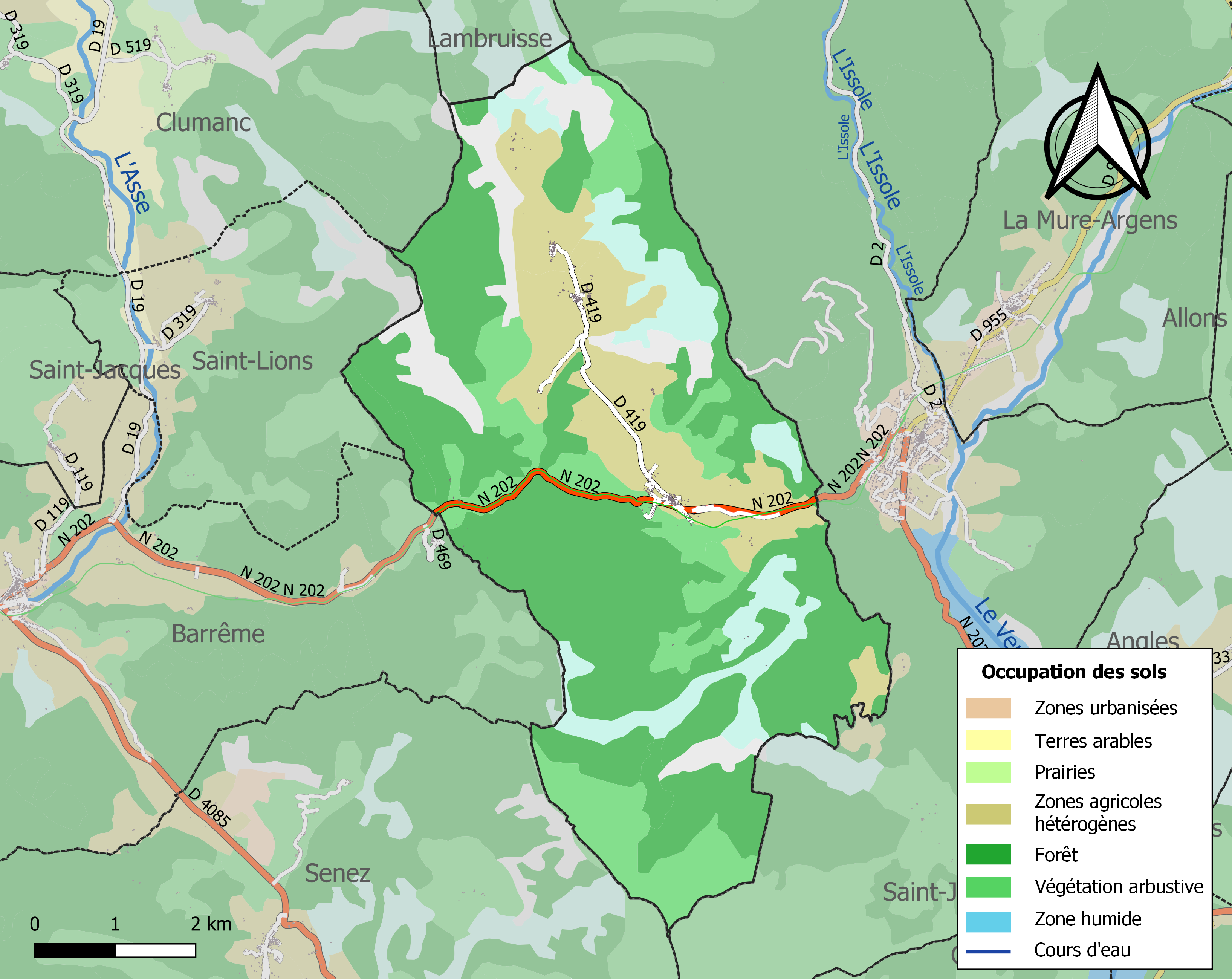
Carte de l'occupation des sols de la commune en 2018 (CLC).

## Voies de communications et transports

### Voies routières
La commune est traversée par la route nationale 202, sur l'axe transalpin Grenoble-Nice. La route actuelle passe juste sous le village. Son tracé a d'ailleurs largement évolué pour éviter le cœur du village puis améliorer la montée du col des Robine, dotée depuis les années 2000 d'une voie de dépassement. La portion à l'ouest du village suit la rivière de l'Asse dans une zone encaissée, ce qui la rend assez tortueuse.
Le reste des axes routiers sont uniquement destinés à rejoindre les divers points de la commune : la route départementale 419 dessert le hameau de Hyèges, le reste ne sont que des voies communales et des chemins privés (dont ONF).

### Chemin de fer
La commune est desservie par le train de la ligne Digne-Nice (chemin de fer de Provence). La ligne suit globalement le même tracé que la route, qu'elle croise d'ailleurs une fois par passage à niveau à proximité de Gévaudan et qu'elle enjambe par un viaduc en limite ouest du village. Le relief accidenté a obligé de nombreux ouvrages d'art : murs de soutènement, ponceaux et viaducs. Sur le territoire se trouve un petit souterrain à proximité du torrent d'Hyèges et une bonne partie du souterrain du Col des Robines.

### Transports en commun
- Transport en Provence-Alpes-Côte d'Azur
- Réseau régional de transport : La Région est responsable de trois réseaux de transports collectifs

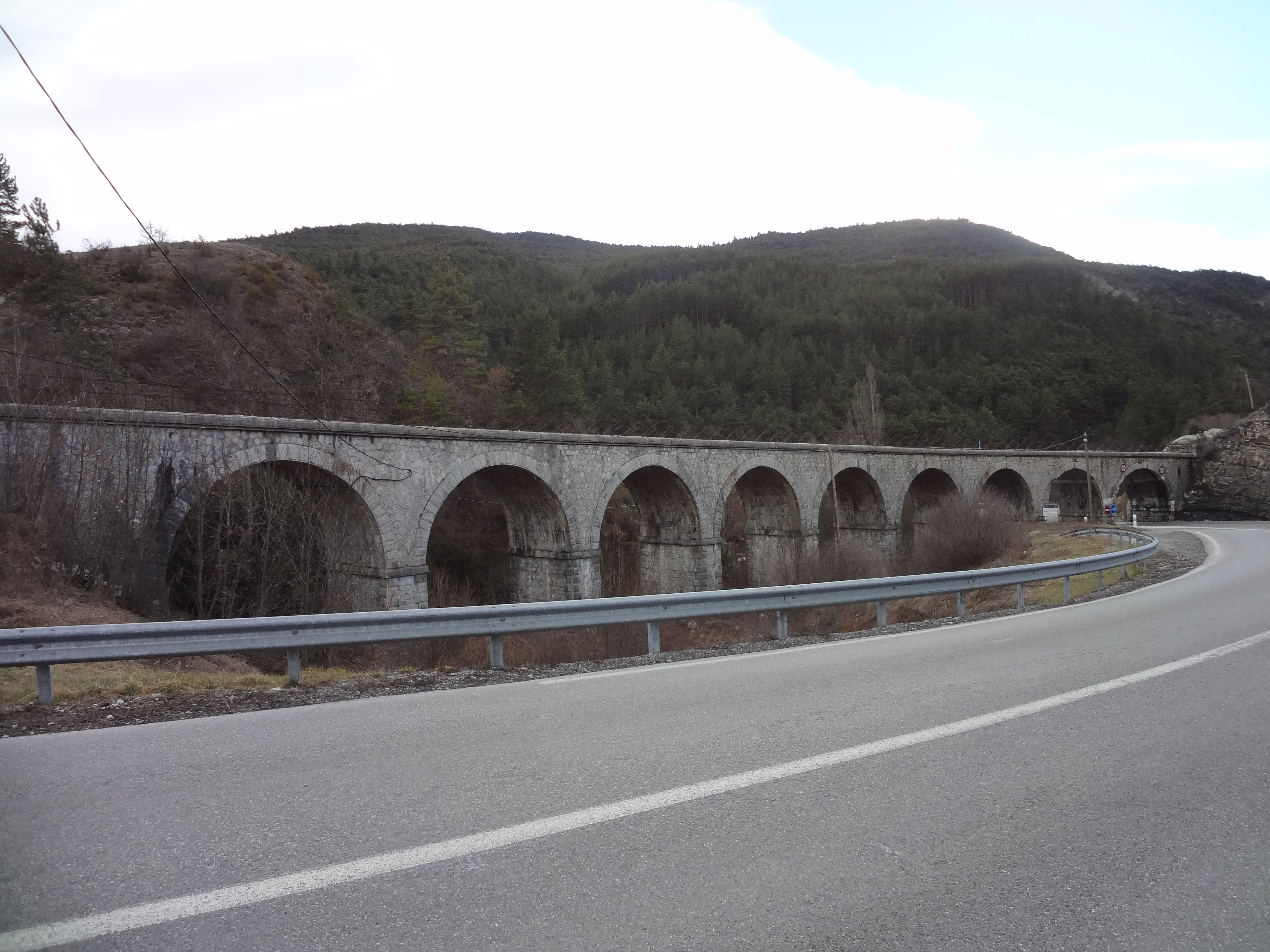
Viaduc de la ligne de Nice à Digne, à la sortie ouest du village

Le train de la ligne de Nice à Digne s’arrête à la gare de Moriez. Il s'agit cependant d'une halte facultative, il faudra donc être à l'heure sur le quai ou bien demander l'arrêt au contrôleur dans le train.

### Risques naturels et technologiques
Aucune des 200 communes du département n'est en zone de risque sismique nul. Le canton de Saint-André-les-Alpes auquel appartient Moriez est en zone 1b (sismicité faible) selon la classification déterministe de 1991, basée sur les séismes historiques, et en zone 4 (risque moyen) selon la classification probabiliste EC8 de 2011. La commune de Moriez est également exposée à trois autres risques naturels :
- feu de forêt,
- inondation (dans la vallée de la Asse de Moriez),
- mouvement de terrain : plusieurs versants de la commune sont concernés par un aléa moyen à fort[20].

La commune de Moriez est de plus exposée à un risque d’origine technologique, celui de transport de matières dangereuses par route. La route nationale 202) peut être empruntée par les transports routiers de marchandises dangereuses.
Aucun plan de prévention des risques naturels prévisibles (PPR) n’existe pour la commune mais le Dicrim existe depuis 2011. La commune a été l’objet de deux arrêtés de catastrophe naturelle pour des inondations et des coulées de boue en 1994 et 2006. En 2008, des travaux ont été menés pour corriger et modérer le cours torrentiel de différents ravins. Le dernier tremblement de terre fortement ressenti dans la commune est celui de Chasteuil, le 30 novembre 1951. Il a atteint une intensité macro-sismique ressentie de V sur l’échelle MSK (dormeurs réveillés, chutes d’objets),.

### Toponymie
Le nom du village, tel qu’il apparaît pour la première fois dans les textes vers 1030 (Morierus), est tiré du terme occitan pour mûrier. On a aussi Morers, parfois Muria –mais ce dernier toponyme a fini par devenir La-Mure, un village voisin. À l'époque moderne, il est appelé Moriès ou Mouriès.

## Histoire

### Préhistoire et Antiquité
La commune de Moriez abrite une source d'eau salée, située dans le vallon de Bouquet. Un puits de l'époque moderne et divers bâtiments en ruine occupent aujourd'hui cet emplacement mais des fouilles réalisées entre 1999 et 2002 ont permis de découvrir, fichée dans l'argile au fond de la cuve, une fascine de baguettes d’amandier, datée de 5 800 à 5 500 ans av J-C, ce qui en fait une des plus anciennes exploitations de sel qui soit connue à ce jour en Europe ! Les archéologues interprètent ces fascines comme un système destiné à favoriser la fixation du sel. Aujourd'hui à 9 m sous terre, ces éléments devaient à l'époque de leur mise en place être dans une fosse bien moins profonde. Le vallon a par la suite ramené des terres qui ont comblé l'endroit.
Une autre découverte archéologique exceptionnelle a été faite sur la commune : il s’agit d’un trésor de 140 bijoux et objets datant de l’âge du bronze,. Plusieurs autres sites antiques se trouvent sur la commune. Tous sont situés à proximité de très vieilles voies de communication qui pourraient remonter à l'âge du Bronze, à savoir : ancienne voie Moriez/Saint Lions (le long de laquelle a été trouvé le "trésor"), la voie Moriez/Saint André via le col des Robines, Moriez/Castellane via Courchons et enfin Hyèges/Lambruisse par le col du Castellet.
Une agglomération protohistorique sous forme d’oppidum a certainement existé sur le plateau du Coulet-de-Ville (aussi appelé Collet de Ville dans es textes anciens), avant que ce site soit réoccupé à l’époque carolingienne. Auguste fait la conquête de la vallée des Asses en même temps que celle des Alpes, qu’il achève en 14 av. J.-C.. Il est difficile de connaître le nom du peuple gaulois qui peuplait la vallée, et le nom de la civitas dont Moriez dépendait au Haut-Empire : Eturamina (Thorame), Civitas Saliniensum (Castellane) ou Sanitensium (Senez). Après la fin de l’Empire romain, le rattachement à celle de Sanitensium, et à son diocèse, semblent avérés.

### Moyen Âge
Avant d'aborder cette période, il est nécessaire de préciser qu'il existe alors plusieurs "découpages" qui ont chacun leurs limites propres :
- Le découpage religieux est celui de la paroisse. Celle de Moriez comprend le village principal, le hameau de Hyèges et le village de Courchons. Les hameaux des Chaillans et Le Castellet dépendent de la paroisse de Lambruisse.
- Le découpage féodal est celui des seigneuries, celle de Moriez était très vaste, bien au delà des limites actuelles de la commune (elle aurait été jusqu'à la crête marquant la limite entre les vallées du Verdon et de la Vaïre). Partagée entre plusieurs seigneurs (phénomène très fréquent dans la région), ces limites ont largement évolué au cours de la période médiévale.
- Enfin le découpage civil est celui des communautés : lorsqu'elle se constitue, celle de Moriez comprend semble-t-il le village principal, un hameau "des Chaslans" et les fermes alentour, puis le hameau de Hyèges.

À l’époque carolingienne, l’agglomération du plateau de Coulet de Ville, implantée au pied d'un "castrum", porte le nom de Morers/Moreriae et relève de l'évêché de Senez : Jean Soanen, évêque de Senez de 1695 à 1727 dit dans l'un de ses procès-verbaux de visite pastorale en 1708 que la paroisse de Moriez est l' "une des plus anciennes du diocèse", et que l'ancienne église paroissiale se situait sur le Coullet de Ville, dont le sanctuaire existait encore au début du XVIIIe siècle, transformé en chapelle, auprès d'un cimetière. La paroisse de Moriez comprendra jusqu'à la Révolution l'agglomération primitive puis actuelle, la succursale de Hyèges et l'église de Courchons. La communauté du Castellet relevait elle de la paroisse de Lambruisse.
L'église de Notre-Dame-de-Serret, située sur un monticule juste en face du Coulet de Ville, relevait elle de l’abbaye de Lérins depuis un don fait au XIe siècle par Belielda et ses enfants Pons, Eldebert et Atenulphe, alors seigneurs des lieux.
La localité apparaît pour la première fois dans les chartes en 1030 sous le nom de Morierus. La seigneurie qui est désignée par le même nom ou parfois par celui de Muria semble couvrir non seulement le territoire de l'actuelle commune mais aussi des territoires voisins notamment celui de La Mure, Troins, Méouilles et Vauclause. Ce découpage a fortement évolué par la suite.
L'agglomération actuelle se constitue autour de l'église fondée au XIIe siècle, dédiée à sainte Marie Madeleine et de la route Hyèges/Courchons (actuelle rue principale), en contrebas de la route vers Saint-André, à laquelle le village est relié par un chemin montant par l'église. C'est face à la rencontre de ses axes de circulations que fut établi le Château vieux, une maison forte qui subsiste encore au milieu du village malgré de nombreux remaniements. Le village a pour patron saint Barthélémy.
A la fin du Moyen-Âge, l'agglomération du Coulet de Ville connaît un lent déclin, la population préférant s'établir dans le village en contrebas, moins naturellement défendu mais bien mieux placé pour le transport, l'adduction en eau (nombreuses sources) et l'accès aux terres agraires. Au XVe siècle, des travaux sont menés sur l'église sainte Marie Madeleine (murs de la nef), lui donnant approximativement sa longueur actuelle. Ces travaux pourraient attester de l'implantation définitive de la communauté sur le village actuel.
Le hameau de Hyèges a toujours fait partie de la paroisse et de la communauté de Moriez. Hyèges a une chapelle dédié à saint Claude. Cette agglomération secondaire s'est certainement développée grâce à la rencontre des anciennes voies de communication venant de Saint-André, Moriez et Castellane, Lambruisse et Saint-Lions.
La communauté du Castellet-des-Robines, dans la vallée d'Hyèges (Castelletum Robine au XIIIe siècle) est rassemblée autour d'un autre castrum important au haut Moyen Âge. Elle comptait 11 feux en 1315 mais elle fut fortement dépeuplée par la crise du XIVe siècle (peste noire et guerre de Cent Ans) puis annexée par celle de Moriez au XVe siècle. Notons en revanche que le Castellet restera dépendant de la paroisse de Lambruisse pour les affaires religieuses jusqu'à la fin de l'Ancien Régime. Elle avait une église dédiée à saint Bérard. Transformée en chapelle, cet édifice a hélas depuis disparu, il n'en reste qu'un tas de pierres.
La communauté Courchons, bien qu'incluse dans la même paroisse, s'est toujours administrée indépendamment de celle de Moriez.
Les trois communautés relevaient de la viguerie de Castellane.
L’abbaye Saint-Honorat de Lérins reste propriétaire de l'église Notre-Dame-du-Serret à Moriez. Cette dernière acquiert même le titre de prieuré vers la fin du Moyen-Âge et, en 1310, est rattachée à l'infirmerie du monastère. Son revenu doit permettre d'améliorer les soins aux malades. La mémoire locale dit que des moines malades ou en convalescence y étaient envoyés, un bâtiment accolé à l'église permettant leur logement.
Les seigneurs de Moriez sont, au XIVe siècle, les Roquevaire et les Castellane ; au XVe siècle, les Vintimille ; aux XVIe et XVIIe siècles, les Chailans, une famille noble venue de Lambruisse et du Castellet-des-Robines.
La mort de la reine Jeanne Ire ouvre une crise de succession à la tête du comté de Provence, les villes de l’Union d'Aix (1382-1387) soutenant Charles de Duras contre Louis Ier d'Anjou. Mais ce dernier, entre les mauvais souvenirs qu'il a laissés lors de sa tentative de conquête en 1368 et la confusion des premières années sur la réalité de la mort de Jeanne Ire, ne se rallie que peu de communautés. La communauté de Moriez est conquise par le parti angevin au début de la guerre (avant 1385).

### Époque moderne
À partir du XVIe siècle, le territoire de Moriez est partagé entre plusieurs co-seigneurs, tous de la famille De Chailan (respectivement seigneurs de Castellet-Moriez, de Bouquet et de Lambruisse). Ce morcellement de seigneuries permit à la communauté villageoise d'acquérir une certaine forme d'autonomie. Tous ces co-seigneurs résident dans le vieux château.
Au XVIIe siècle, la famille de Castellet- Moriez commence à prendre l'ascendant sur les autres branches des co-seigneurs, ce qui ne va pas sans frictions.
En 1609 est peint le tableau du Maître Autel de l'église, signé François Mimault : "Ste Marie Madeleine entourée de st Barthélémy et st Antoine" toujours présent dans l'église aujourd'hui, bien qu'il ait été déplacé dans la nef secondaire au XIXe siècle. Il est classé Monument Historique à titre d'objet.
En 1636, la source salée est redécouverte. La communauté de Moriez va y créer un puits pour exploiter le précieux liquide et le sel qu'on en retire après évaporation. Difficile à contrôler pour récupérer la gabelle, ce puits va attirer l'attention de l'administration royale qui va demander, en vain, sa démolition.
En 1644, Paul de Chailan, seigneur de Castellet-Moriez, fait réaliser la fontaine publique qui se trouve encore aujourd'hui au cœur du village, à l'ouest du château médiéval. Au centre d'un bassin octogonal se dresse un pilier décoré de quatre visages, l'eau s'écoulant par leur bouche, surmonté d'un chapeau sculpté. Cette fontaine constitue encore aujourd'hui le cœur du village.
En 1660, Paul de Chailan passe un bail emphytéotique avec le monastère de Lérins pour pouvoir exploiter les terres de Notre-Dame-du-Serret, le monastère se débarrassant ainsi de la gestion d'un domaine éloigné et isolé tout en s'assurant une rente.
Le village est un point de passage obligé sur la route reliant la vallée du Verdon à celle de l'Asse.
L'église Sainte-Marie-Madeleine du village va être agrandie au XVIIIe siècle par une nef secondaire au nord et une travée à l'ouest. En 1708, Jean Soanen décrit le fonctionnement de la paroisse dans le procès-verbal de sa visite pastorale : elle "a toujours été gouverné par un prieur curé, et par un secondaire auprès de lui pour Moriez et Hyèges, outre celui qui demeure à Courchons". À cette date, Moriez même compte 250 communiants. Les travaux d'agrandissement de l'église sont en cours depuis 7 ans, et l'évêque essaye de pousser les notables à les achever au plus vite. Le clocher et la sacristie actuelle n'existaient pas, les deux cloches étant logées dans la muraille formant un clocher-peigne au fond de la nef, à l'ouest. Le cimetière occupe son emplacement actuel, mais son mur d'enceinte "est si bas que les gens passent par dessus pour aller à leur terre".
Au cours de ce même siècle, la famille de Chailan de Castellet-Moriez va faire construire un nouveau château situé entre la route de Hyèges et la rue de l'église, sûrement en remplacement de bâtisses existantes. L'édifice est doté au rez-de-chaussée de vastes écuries et remises pour les chevaux et carrosses, d'un portail sculpté ouvrant sur un escalier d'honneur intérieur, aujourd'hui disparu, de vastes cuisines, caves et celliers. Les appartements nobles occupent les 1er et second étages, ce dernier avec des fenêtres de 2 m de haut (plus de 3m sous plafond!). Enfin les domestiques sont logés au dernier sous les toits. Au bout du bâtiment, fut aménagée une cour ouvrant sur la place de la fontaine, et dominée par une construction nommé la Tour, en raison de la très grande hauteur de l'édifice qui dominait à l'époque tout le village. Près de 7m du sommet de l'édifice ont aujourd'hui disparu, rasés au début du XXe siècle. Le reste du château a largement aussi essuyé les aléas du temps, modifié au fur et à mesure des besoins.
Après les épidémies du XVIIe siècle qui avaient fortement dépeuplé la région, les seigneurs entreprennent de construire plusieurs bastides et grosses fermes à leurs frais pour y établir des familles paysannes et relancer l'exploitation des terres : c'est ainsi le cas des Chaillans (zone du Castellet), d'Aps et de Saint-Firmin.
La famille de Chailan de Lambruisse va également se faire construire une bastide : le Pastaïre, sur les terres qu'ils détiennent à l'ouest du village. Il s'agit d'une grande maison de maître encore visible aujourd'hui à la sortie du village en montant vers le col des Robines. Il y avait également un pigeonnier, dont les ruines sont encore visibles aujourd'hui de l'autre côté de la route.

### Révolution française
Au début de la Révolution, la communauté de Moriez devient une municipalité rattachée au canton de Saint André, district de Castellane, dans le tout nouveau département des Basses-Alpes. La commune comprend les hameaux de Hyèges et des Chaillans, le Castellet et les fermes de Bouquet (avec le puits salé), Aps, Saint Firmin, Notre Dame. Ses limites suivent les crêtes des montagnes de Mouchons, Chalvet, Claviaye , la Pariounne, les Plaines. Elle est limitrophe des communes de Saint-André de Méouilles à l'est, Courchons et Senez au sud, Barrême, Saint Lions et Clumanc à l'ouest et Lambruisse au nord. Les biens de l'église sont saisis comme bien national en 1791, mais la plupart étant arrentés, ils ne sont pas vendus. Fin 1792, le dernier seigneur de Moriez, Pierre de Chailan, émigre à l'étranger avec sa famille, aussi ses biens sont saisis comme biens nationaux, estimés et vendus. Cela concerne la majorité des terres et bâtisses, en particulier les maisons du village. Celles-ci sont rachetées par leurs occupants, tandis que les châteaux et terres situées au village sont subdivisés en de multiples lots puis vendus aux enchères ; seules les grandes fermes (appelées bastides) sont vendues d'un seul bloc. Cela concerne aussi la bastide du Pastaïre, propriété de la branche des Chailan de Lambruisse, qui ont émigré en même temps que leur cousin.
Durant la Révolution, la société patriotique des Sans-culottes est créée le 13 octobre 1793.
Conservé par le seigneur de Moriez lors de la saisie des biens d'église, l'ancien prieuré de Notre Dame, loué au monastère de Lérins depuis 1660, est saisi avec les autres biens de Pierre de Chailan en 1793, estimé puis vendu comme bien national en août 1795. Les acquéreurs sont Joseph Honorat de Saint André, Antoine et François Ravel frères, de Moriez et Louis François Meifred, de Castellane, ceux-ci s’étant arrangés pour garder indivis le lot dans lequel est compris l'ancien prieuré et ses terres.

### Époque contemporaine
La Révolution et l’Empire apportent nombre d’améliorations, dont une imposition foncière égale pour tous, et proportionnelle à la valeur des biens de chacun. Afin de la mettre en place sur des bases précises, la levée d’un cadastre est décidée. La loi de finances du 15 septembre 1807 précise ses modalités, mais sa réalisation est longue à mettre en œuvre, les fonctionnaires du cadastre traitant les communes par groupes géographiques successifs. Ce n’est qu’en 1838 que le cadastre dit napoléonien de Moriez est achevé. L'exploitation du puits salé se prolonge sous la forme d'une concession accordée par l'Etat : en 1809, c'est Bruno Juglar de Saint André qui détient ce droit.
Outre l'organisation bâtie du village et de ses hameaux, le plan cadastral fait ressortir l'importance de l'activité agricole et pastorale au travers de nombreuses cultures, pâtures et prairies là où la qualité du sol le permet. Plusieurs canaux pour l'irrigation ou l'entrainement de moulins prélèvent l'eau de l'Asse ou de ses torrents affluents. De nombreuses zones incultes, souvent parce que trop rocheuses ou accidentées occupent également l'espace.
Un nouveau clocher a été établi quelque part entre le XVIIIe et le début du XIXe siècle au nord de l'abside. Il s'agit d'une tour carrée qui abrite au rez-de-chaussée une sacristie et dont le sommet est percé de 4 ouvertures en plein cintre. Deux cloches sont fondues à Marseille en 1836.
Au début du XIXe siècle, la commune connaît un certain essor industriel grâce au tissage de la laine. La fabrique est créée en 1832 par Ailhaud, sur le modèle de la fabrique Honnorat de Saint-André-de-Méouilles. Cette fabrique emploie jusqu’à 15 ouvriers en 1856 et se maintient jusque dans les années 1870 avec moins de 10 ouvriers. Elle est disposée auprès de la rivière de l'Asse, sur sa rive gauche, afin d'utiliser l'eau comme force mécanique. Elle disparaît dans les années 1880. Il ne reste aujourd'hui que quelques soubassements de murs comme trace du bâtiment.
Au cours du XIXe siècle, la Fabrique de Moriez - organisme chargé de l'administration de l'église sous le concordat, fait réaliser un crèche de santons en carton pâte peint et habillés, dont la majorité des pièces sont toujours conservés aujourd'hui, classés Monument Historique à titre d'objet.
Comme de nombreuses communes du département, celle de Moriez se dote d’écoles bien avant les lois Jules Ferry : en 1863, elle en compte deux, installées au chef-lieu et à Hyèges, qui dispensent une instruction primaire aux garçons. Aucune instruction n’est donnée aux filles : la loi Falloux (1851), qui impose l’ouverture d’une école de filles aux communes de plus de 800 habitants, ne concernent pas Moriez. La première loi Duruy (1867), qui abaisse ce seuil à 500 habitants, n’est pas appliquée par la municipalité. La commune profite de la deuxième loi Duruy (1877) pour reconstruire ses deux écoles, et ce n’est qu’avec les lois Ferry que les filles d’Allons sont régulièrement scolarisées.
Le tronçon de la ligne des chemins de fer de Provence, allant de Digne à Saint-André-les-Alpes est inauguré le 15 mai 1892. Le tunnel de la Colle est achevé en 1903, et la totalité de la ligne entre Saint-André et Nice est inaugurée du 5 au 7 août 1911 en présence de Victor Augagneur, ministre des Travaux Publics. Moriez se trouve ainsi desservie dès 1892 par la voie ferrée avec une station constituée d'un bâtiment de 3e classe, deux quais voyageurs et d'un quai non couvert à marchandises. Sur la commune de Moriez se trouvent également deux ouvrages d'art importants : un viaduc en pierre passant sur la route et le vallon de la Grau, situé à l'entrée du village en arrivant de Digne, et une grande partie du tunnel passant sous le col des Robines.
Dans le deuxième tiers du XXe siècle, deux distilleries coopératives abritant des alambics distillaient la lavande (un à Hyèges, un à Moriez). Plusieurs particuliers détenaient également des alambics de plus petite taille qu'ils utilisaient pour distiller leur propre lavande. Quelques bouilleurs permettaient de faire de l'alcool. Tout cela fut démantelé : la lavande périclita dans les années 70-80 lorsque la parfumerie s'intéressa aux arômes de synthèse. Les bouilleurs disparurent à la suite des durcissements successifs de la loi en matière de distillation d'alcool.
Juin 2009, l'école communale ferme définitivement ses portes.

## Héraldique
| Blason de Moriez | Blason  | D'azur à une bande d'or, chargée de trois trèfles de sinople,. |
| Blason de Moriez | Détails | Ce blason apparaît sur l'armorial d'Hozier en Provence (fin XVIIe siècle) comme celui de la "communauté de Mouriès". Son origine reste inconnue. Le statut officiel du blason reste à déterminer. |

## Économie

### Aperçu général
En 2009, la population active s’élevait à 68 personnes, dont 8 chômeurs (chiffre inchangé fin 2011). Ces travailleurs sont majoritairement salariés (40 sur 21) et travaillent majoritairement hors de la commune (38 actifs sur 61).

### Agriculture

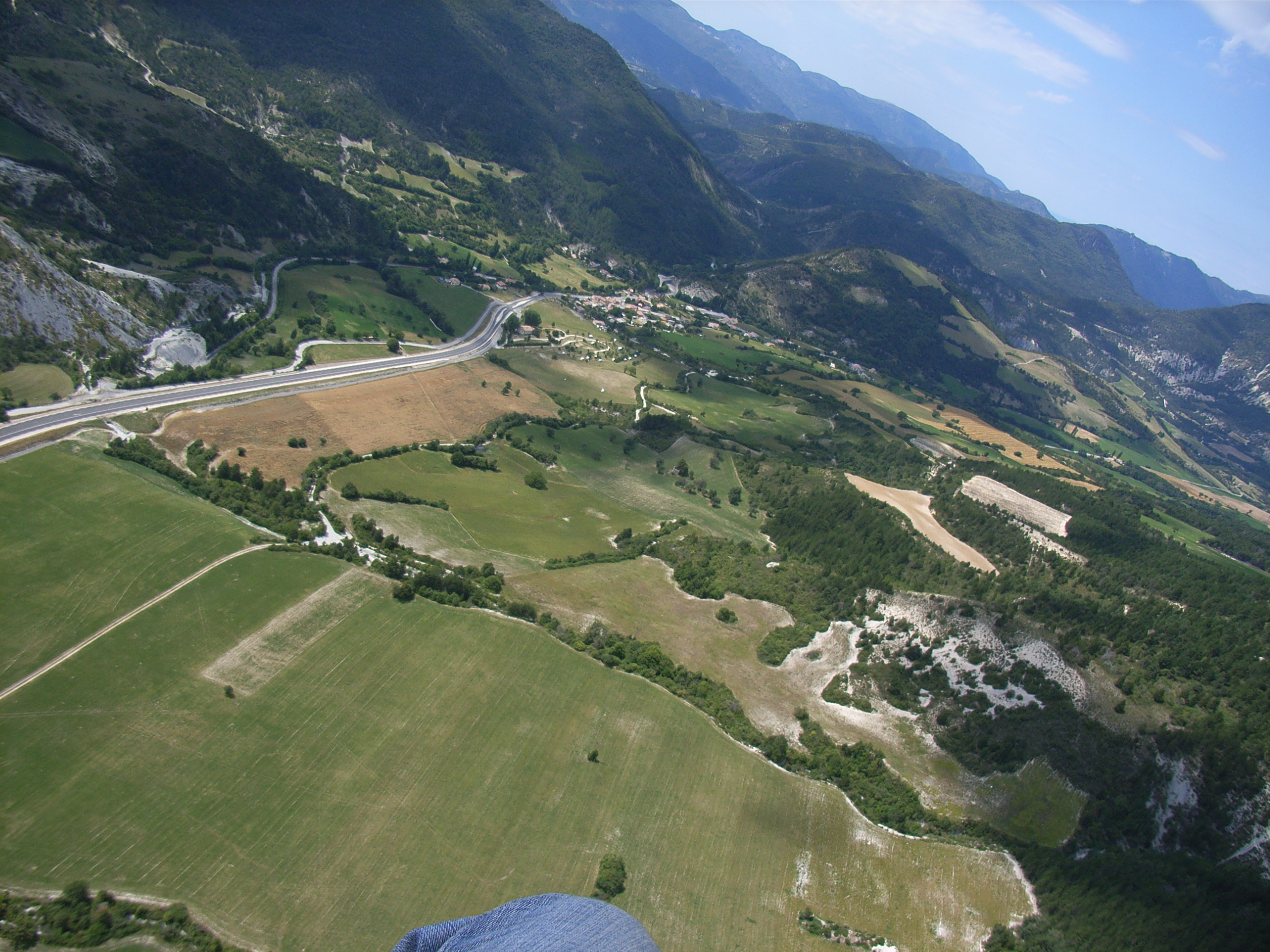
Terroir agricole de Moriez

Fin 2010, le secteur primaire (agriculture, sylviculture, pêche) comptait 14 établissements actifs au sens de l’Insee (exploitants non-professionnels inclus) et aucun emploi salarié.
Le nombre d’exploitations professionnelles, selon l’enquête Agreste du ministère de l’Agriculture, est de 10 en 2010. Il était de 11 en 2000, de 17 en 1988. Actuellement (fin des années 2010)[Quand ?], ces exploitants sont partagés à parts égales entre éleveurs ovins et fermes pratiquant les grandes cultures. De 1988 à 2000, la surface agricole utile (SAU) a baissé, de 1258 à 997 ha, la surface moyenne des exploitations augmentant de 74 à 90 ha. La SAU a fortement diminué lors de la dernière décennie, à 577 ha. La difficulté d'accès de certaines parcelles, leur trop petite taille ou leur faible rendement expliquent cette déprise, qui avait débuté dès l'après guerre. Malgré cela le secteur agricole reste un acteur majeur dans le paysage local.

### Industrie-Construction
Fin 2010, le secteur secondaire (industrie et construction) comptait sept établissements, employant trois salariés. Il s'agit principalement d'artisans.

### Activités de services
Fin 2010, le secteur tertiaire (commerces, services) comptait 18 établissements (avec deux emplois salariés), auxquels s’ajoutent les deux établissements du secteur administratif (regroupé avec le secteur sanitaire et social et l’enseignement), salariant trois personnes.
D'après l’Observatoire départemental du tourisme, la fonction touristique est d’une importance moyenne pour la commune, avec entre un et cinq touristes accueillis par habitant et une capacité d'hébergement faible et essentiellement non-marchande. Les structures d’hébergement à finalité touristique de Moriez sont une aire naturelle de camping et des meublés labellisés et des meublés non-labellisés.
Les résidences secondaires apportent un complément important à la capacité d’accueil : au nombre de 116, elles représentent 51 % des logements,.

## Politique et administration

### Liste des maires
| Période                                  | Période                  | Identité         | Étiquette | Qualité |
| ---------------------------------------- | ------------------------ | ---------------- | --------- | ------- |
| vers 1934                                |                          | Justin Arnaud    |           |         |
| mai 1945                                 |                          | Camille Liautaud |           |         |
| 10/05/1953                               | 24/06/1995               | Lucien Fournier  | PCF       | Artisan |
| 24/06/1995                               | En cours (au 10/11/2024) | Alain Coullet,   | DVG       | Artisan |
| Les données manquantes sont à compléter. |                          |                  |           |         |

### Budget et fiscalité 2016
En 2016, le budget de la commune était constitué ainsi :
- total des produits de fonctionnement : 235 000 €, soit 1 039 € par habitant ;
- total des charges de fonctionnement : 141 000 €, soit 624 € par habitant ;
- total des ressources d’investissement : 236 000 €, soit 1 043 € par habitant ;
- total des emplois d’investissement : 106 000 €, soit 471 € par habitant.
- endettement : 81 000 €, soit 360 € par habitant.

Avec les taux de fiscalité suivants :
- taxe d’habitation : 12,82 % ;
- taxe foncière sur les propriétés bâties : 14,56 % ;
- taxe foncière sur les propriétés non bâties : 61,39 % ;
- taxe additionnelle à la taxe foncière sur les propriétés non bâties : 58,73 % ;
- cotisation foncière des entreprises : 27,53 %.

Chiffres clés Revenus et pauvreté des ménages en 2014 : Médiane en 2014 du revenu disponible, par unité de consommation : 16 483 €.

### Intercommunalité
Moriez fait partie: 
- jusqu'en 2016 de la Communauté de communes du Moyen Verdon ;
- à partir du 1er janvier 2017, de la communauté de communes Alpes Provence Verdon.

### Urbanisme
La Communauté de communes Alpes Provence Verdon - Sources de Lumière, créée le 24 novembre 2016 avec effet le 1er janvier 2017, regroupe désormais 41 communes. Cet Établissement public de coopération intercommunale (EPCI) s'est engagé dans une démarche d’élaboration d’un Plan local d’urbanisme intercommunal (PLUi). Ce plan affiche l'objectif de limiter l'agrandissement des zones bâties sur les terres agraires : non seulement les nouvelles constructions ne pourront être effectuées que dans les zones déjà urbanisées, mais certaines zones auparavant constructibles ont été supprimées. Nouveauté également par rapport à l'ancien POSS, le PLUI exige une plus grande densité de construction, interdisant par exemple la construction de villas entourées d'un vaste terrain. Ce PLUI a donc engendré quelques mécontents, bien qu'il ait finalement été adopté le 27 septembre 2022.
A Moriez, la zone constructible a été légèrement réduite. Aujourd'hui, seuls les terrains adjacent au lotissement et situés entre ce dernier et le reste du village restent réellement constructibles.
Un projet de zone d'activité pour permettre l'installation de PME est prévu à l'emplacement de l'ancien camping, près de l'Asse.

## Population et société

### Démographie
En 2022, Moriez comptait 238 habitants. À partir du XXIe siècle, les recensements réels des communes de moins de 10 000 habitants ont lieu tous les cinq ans (2007, 2012, 2017, etc. pour Moriez). Depuis 2004, les autres chiffres sont des estimations.
| 1315    | 1471    | 1765 | 1793 | 1800 | 1806 | 1821 | 1831 | 1836 | 1841 |
| ------- | ------- | ---- | ---- | ---- | ---- | ---- | ---- | ---- | ---- |
| 75 feux | 26 feux | 689  | 886  | 639  | 644  | 850  | 723  | 700  | 637  |

| 1846 | 1851 | 1856 | 1861 | 1866 | 1872 | 1876 | 1881 | 1886 | 1891 |
| ---- | ---- | ---- | ---- | ---- | ---- | ---- | ---- | ---- | ---- |
| 646  | 563  | 575  | 571  | 535  | 501  | 466  | 463  | 460  | 659  |

| 1896 | 1901 | 1906 | 1911 | 1921 | 1926 | 1931 | 1936 | 1946 | 1954 |
| ---- | ---- | ---- | ---- | ---- | ---- | ---- | ---- | ---- | ---- |
| 415  | 380  | 373  | 358  | 299  | 284  | 258  | 256  | 240  | 203  |

| 1962 | 1968 | 1975 | 1982 | 1990 | 1999 | 2007 | 2022 | - | - |
| ---- | ---- | ---- | ---- | ---- | ---- | ---- | ---- | - | - |
| 195  | 188  | 168  | 170  | 160  | 178  | 188  | 238  | - | - |

#### Évolution démographique
L’histoire démographique de Moriez, après la saignée des XIVe et XVe siècles et le long mouvement de croissance jusqu’au début du XIXe siècle, est marquée par une période d’« étale » où la population reste relativement stable à un niveau élevé. Cette période dure de 1806 à 1861. L’exode rural provoque ensuite un mouvement de recul démographique de longue durée. La Première Guerre Mondiale aura aussi un fort impact, décimant la génération jeune et active du village. En 1921, la commune a perdu plus de la moitié de sa population par rapport au maximum historique. Le mouvement de baisse ne s'interrompt définitivement que dans les années 1990. Depuis, la croissance de la population de Moriez a repris.

### Cultes
La communauté catholique dépend aujourd'hui du curé de SaintAndré les Alpes, diocèse de Digne.

## Lieux et monuments
La source salée de Beaumenière a été aménagée en puits au XVIIe siècle. Elle est exploitée par la commune depuis 1672. À proximité, se trouvent deux tables salantes, servant à faire évaporer l’eau pour recueillir le sel. L’ensemble est inscrit aux monuments historiques.
La partie occidentale du château-vieux est orné de quelques gypseries en bon état : voûtes de l’escalier (fin XVIe siècle), manteau de la cheminée (plus récente). Une petite partie du château-neuf a conservé également des décors en gypseries typiques du XVIIe siècle. Quelques maisons anciennes du village sont à signaler : sur trois d’entre elles, la porte cintrée porte des dates allant de 1724 à 1790 ; trois autres, qui ont des fenêtres cintrées et qui sont voisines, sont probablement la division d’une maison unique de la même époque.
Une fontaine du village date de 1644 ; son pilier central est orné de quatre visages .
L’église paroissiale Sainte-Madeleine date du XVe siècle avec une abside XIIe siècle . L’autel du Rosaire et son retable ainsi que la Vierge en bois doré, datés de 1640 , sont classés monument historique. Les neuf santons de carton-pâte de la crèche datent de 1848, et sont classés au titre objet, ainsi que le tableau de sainte Madeleine, saint Barthélemy et saint Antoine, peint par François Mimault en 1609.
La chapelle Notre-Dame-du-Serret est un ancien prieuré de l’abbaye de Lérins, dont le bas des murs, en appareil régulier, serait du XIe siècle. La partie supérieure est médiévale avec plusieurs reprises successives. Le décor intérieur et la façade ouest ont entièrement été refaits du XVIIIe siècle,. Le bâtiment accolé, servant d'habitation fut construit en même temps que la partie supérieure de la chapelle. Il fut successivement repris et modifié suivant les usages aux XVIIe et XIXe siècles. Accolé au nord se trouvent les dépendances agricoles (bergerie et grange) construites à la fin du XVIIe siècle et agrandies au XIXème. L'ensemble a gardé son usage agricole jusqu'à aujourd'hui.
L’oratoire Saint-Raymond est construit en pierre de taille en 1689 .
L’église Saint-Gérard du Castellet est abandonnée depuis le début du XXe siècle, et est actuellement en ruines.
L’église Saint-Claude à Hyèges est une ancienne paroisse du XIXe siècle, dont dépendaient les chapelles du Castellet et de Chaillans. La chapelle des Chaillans est sous l’invocation de saint Jacques.
La chapelle Saint-Pierre, sur une colline qui domine le village, est en ruines. Il s'agissait auparavant de la chapelle « de repli » lorsque l'église Sainte-Madeleine était en travaux, ou l'hiver lorsqu'il y faisait trop froid. Après l'abandon de la chapelle, un oratoire dédié à saint Pierre fut établi devant la ruine.
La bastide de Saint-Firmin, fondation seigneuriale du XVIIIe siècle, isolée dans la montagne, abrita un certain temps pendant la Seconde Guerre mondiale, du fait de sa position reculée et bien placée en hauteur, une infirmerie des FTP.

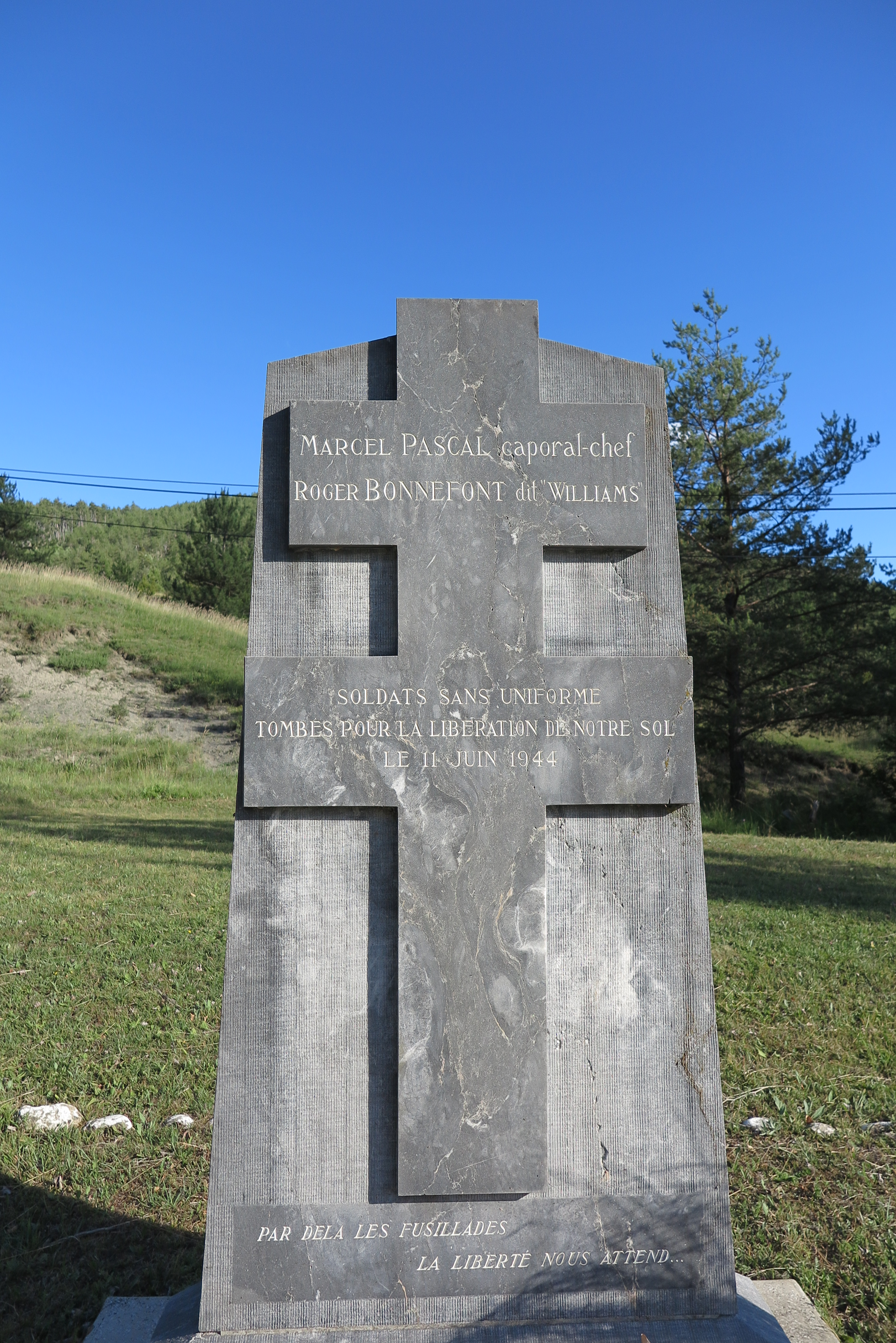
Monument mémoriel à Roger Bonnefont

## Personnalités liées à la commune
- Pierre de Cheylan, (1719-1794), seigneur de Moriès, officier de marine et aristocrate français, Il combat pendant la guerre de Sept Ans et la guerre d'indépendance des États-Unis.